# Colonia Municipal
Colonia Municipal är en ort i Mexiko.   Den ligger i kommunen Teapa och delstaten Tabasco, i den sydöstra delen av landet, 700 km öster om huvudstaden Mexico City. Colonia Municipal ligger 23 meter över havet och antalet invånare är 518.
Terrängen runt Colonia Municipal är platt norrut, men söderut är den kuperad. Terrängen runt Colonia Municipal sluttar norrut. Runt Colonia Municipal är det ganska tätbefolkat, med 108 invånare per kvadratkilometer. Närmaste större samhälle är Teapa, 5,6 km sydost om Colonia Municipal. Trakten runt Colonia Municipal består till största delen av jordbruksmark.